# Ciro Di Martino
Ciro Di Martino (Sant'Antimo, 13 gennaio 1925 – Roma, 6 luglio 2012) è stato un generale e dirigente sportivo italiano.

## Biografia
Entrato nell'Accademia Militare di Modena nel 1942, ammesso all'86º Corso, alla fine del primo anno si trovò davanti all'armistizio dell'8 settembre 1943. Fedele al giuramento, si portò nel Regno del Sud e partecipò alla Guerra di Liberazione.
Dopo la guerra restò nell'Esercito e vi fece una prestigiosa carriera come ufficiale di fanteria.
Nel 1962 frequentò il Corso di addestramento alla Guerriglia e Controguerriglia negli Stati Uniti e, dal 1962 al 1964. la Scuola di Guerra in Francia.
Promosso colonnello, dal settembre 1972 al settembre 1973 ebbe il comando del 76º Fanteria Napoli a Cividale del Friuli. Promosso generale di Brigata e poi di Divisione, dal giugno 1979 al settembre 1981, a Treviso, comandò la Divisione meccanizzata Folgore. Successivamente, promosso generale di corpo d'armata, comandò il V Corpo d'Armata a Vittorio Veneto e la Scuola di Guerra di Civitavecchia.
Fu poi nominato Sottocapo di Stato Maggiore dell'Esercito sotto i capi di Stato Maggiore Umberto Cappuzzo e Luigi Poli nel 1984-85. Passò poi a comandare la Regione Militare Centrale a Roma nel 1986-87 e infine fu nominato Capo di stato maggiore, carica che, succedendo al generale Poli, rivestì dal 15 maggio 1987 al 1989.

### Dirigente sportivo
Fu presidente ad interim della squadra di calcio della Roma dal maggio al novembre 1993, subentrando a Giuseppe Ciarrapico e cedendo in seguito la carica a Franco Sensi. Ricoprì poi i ruoli di vicepresidente e amministratore delegato, fino a tornare alla qualifica di vicepresidente in seguito all'entrata in borsa del club, carica mantenuta fino al 2012.